# Melun

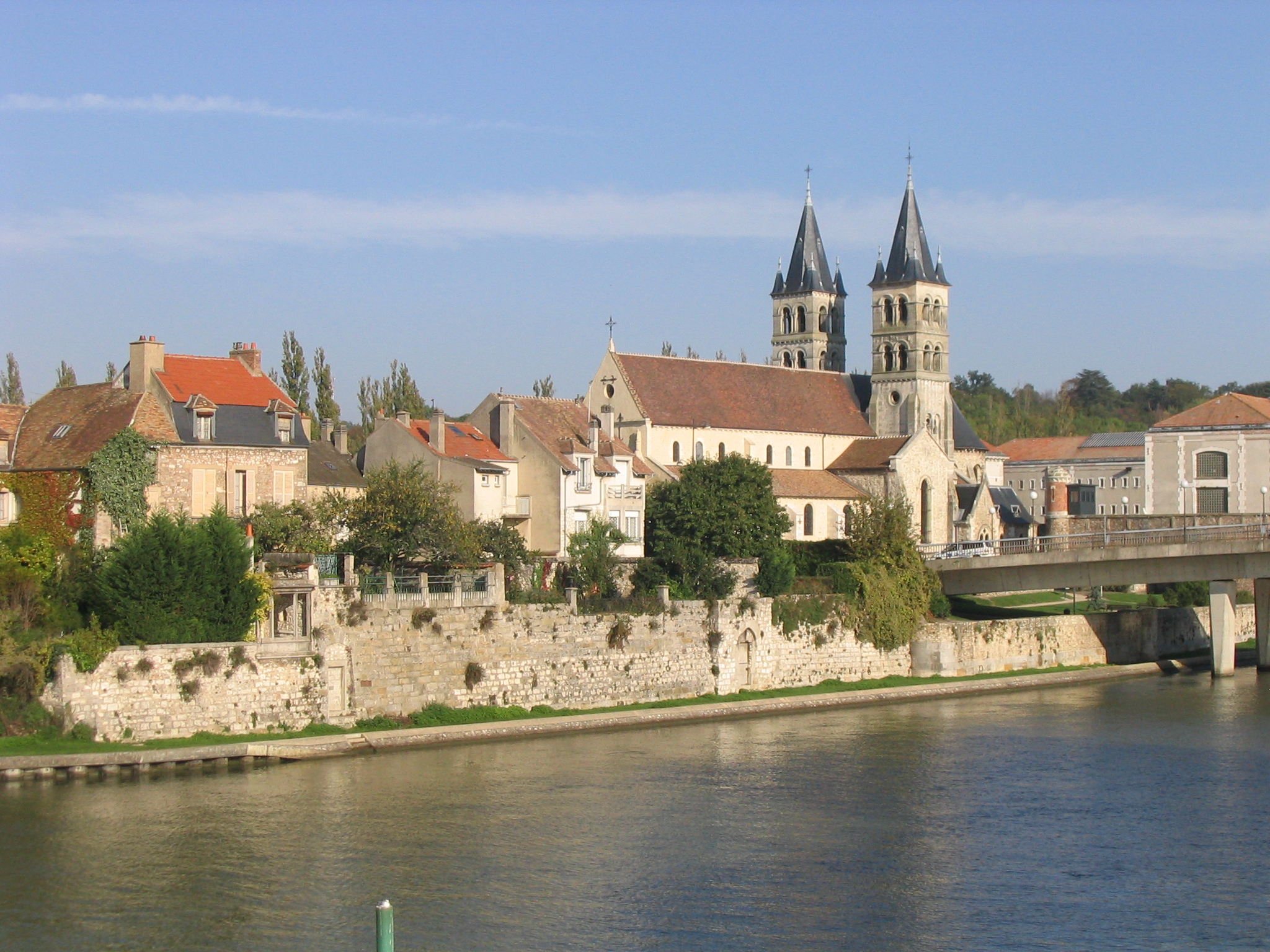

Melun – miejscowość i gmina we Francji, w regionie Île-de-France, w departamencie Sekwana i Marna. Przez miejscowość przepływa Sekwana. 
Według danych na rok 1990 gminę zamieszkiwało 35 319 osób, a gęstość zaludnienia wynosiła 4393 osób/km² (wśród 1287 gmin regionu Île-de-France Melun plasuje się na 61. miejscu pod względem liczby ludności, natomiast pod względem powierzchni na miejscu 485.).

## Miasta partnerskie
- Crema
- Spelthorne
- Stuttgart